# Place Jacques-Duclos
La place Jacques-Duclos est un des principaux carrefours de la ville de Montreuil (Seine-Saint-Denis).

## Situation et accès
À cet endroit se croisent plusieurs axes importants:
- la rue de Paris menant à Paris vers l'ouest,
- l'avenue Gabriel-Péri vers Rosny-sous-Bois à l'est,
- l'avenue de la Résistance vers Bagnolet,
- le boulevard Chanzy vers la Porte de Bagnolet,
- le boulevard Rouget-de-Lisle vers la mairie,
- la rue du Capitaine-Dreyfus (anciennement rue du Pré),
- la rue Kléber et la rue de Vincennes au sud.

## Origine du nom

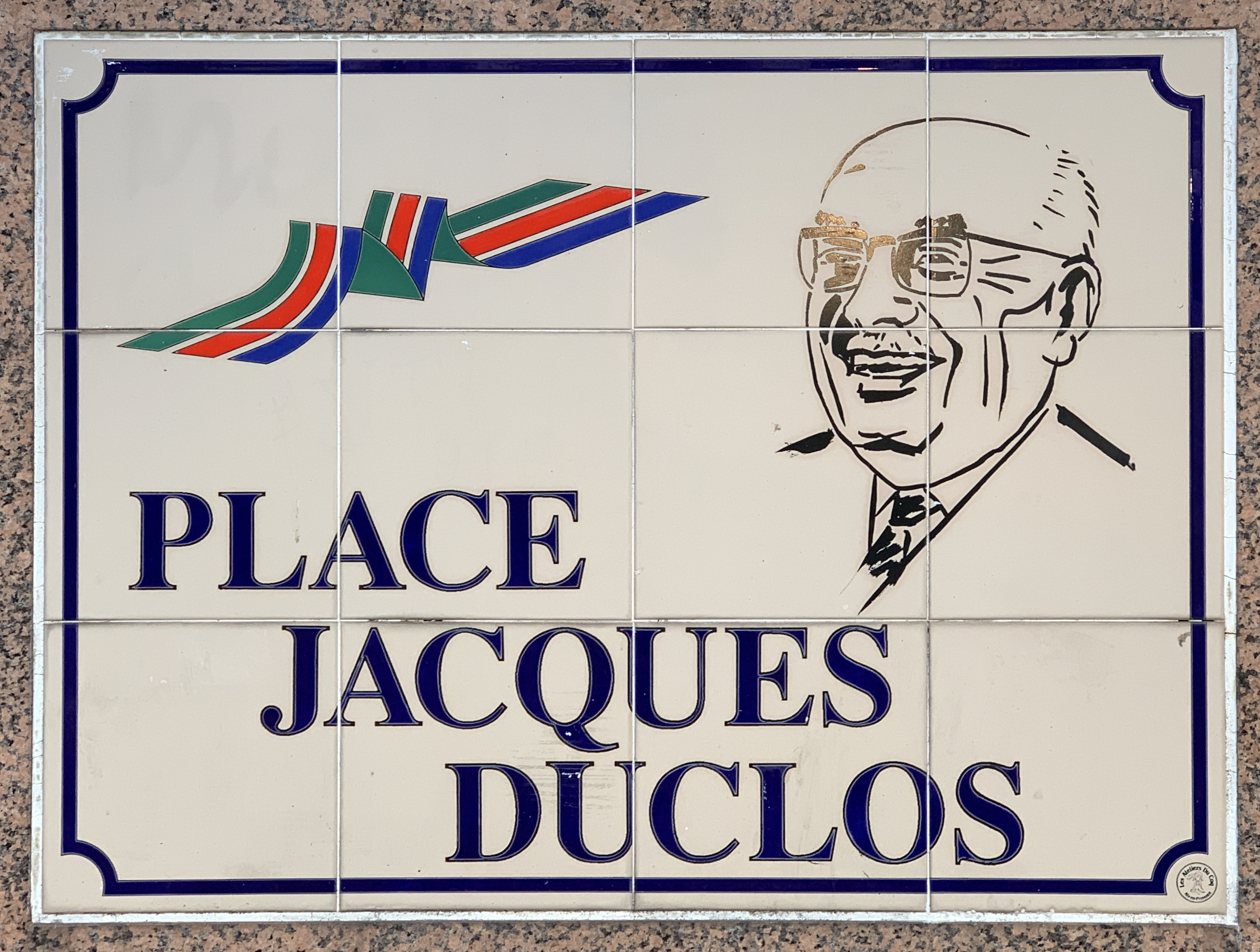
Plaque de la place.

Elle est nommée en hommage à Jacques Duclos, ancien dirigeant du Parti communiste français.

## Historique

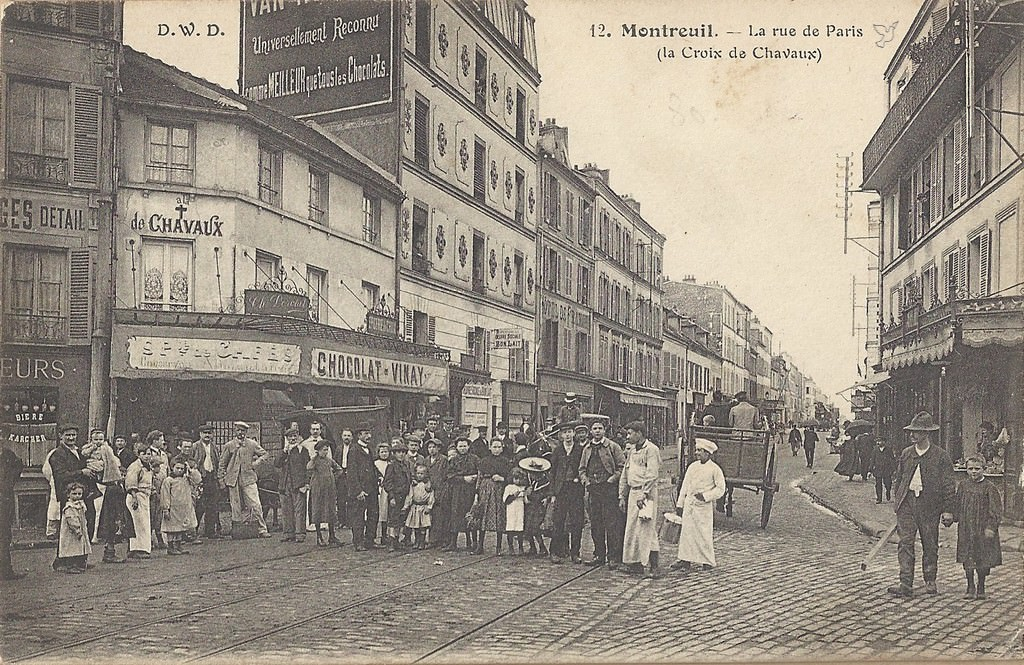
Montreuil-sous-Bois, la Croix-de-Chavaux et la rue de Paris.

Le mot « chavaux » pourrait être une déformation du mot « chevaux ». Le terme de « croix » vient d'une croix monumentale ou croix de carrefour qui est visible sur le plan de Roussel et la carte de Cassini.
À ce carrefour, se situait un relais où l'on changeait les chevaux des malles-postes et autres diligences.

## Bâtiments remarquables et lieux de mémoire
- Station de métro Croix-de-Chavaux

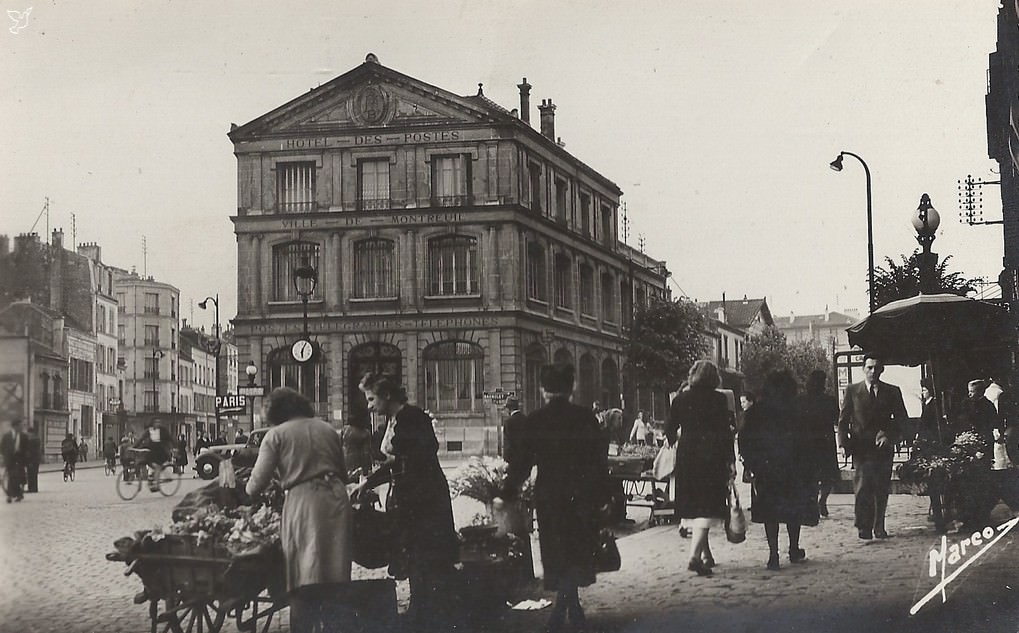
Montreuil, place de la Croix de Chavaux, la Poste.

- Chapelle Saint-Antoine de la Croix de Chavaux au début du boulevard Chanzy
- Marché de la Croix-de-Chavaux, sur la place du Marché, entre le boulevard Chanzy et la rue de Paris
- Ensemble immobilier Croix-de-Chavaux conçu par l'architecte Claude Le Goas.